# Pernilla Mendesová
Pernilla Mendesová (* 6. Juni 1994 in Opava) ist eine ehemalige tschechische Tennisspielerin.

## Karriere
Mendesová, die mit drei Jahren mit dem Tennisspielen begann, bevorzugt für ihr Spiel den Hartplatz. Sie bestreitet überwiegend Turniere auf dem ITF Women’s Circuit, bei denen sie bislang fünf Titel im Einzel und einen im Doppel gewann.
Ihr bislang letztes internationales Turnier spielte Mendesová im September 2018. Sie wird daher nicht mehr in der Weltrangliste geführt.

## Turniersiege

### Einzel
| Nr. | Datum            | Turnier  | Kategorie   | Belag             | Finalgegnerin    | Ergebnis        |
| --- | ---------------- | -------- | ----------- | ----------------- | ---------------- | --------------- |
| 1.  | 20. April 2014   | Iraklio  | ITF $10.000 | Hartplatz         | Maria Sakkari    | 6:2, 6:2        |
| 2.  | 8. Juni 2014     | Budapest | ITF $10.000 | Sand              | Sofia Blanco     | 6:0, 2:6, 6:2   |
| 3.  | 5. Oktober 2014  | Albena   | ITF $10.000 | Sand              | Elena Bogdan     | 6:4, 0:6, 6:3   |
| 4.  | 12. Oktober 2014 | Albena   | ITF $10.000 | Sand              | Karolína Stuchlá | 7:5, 6:2        |
| 5.  | 12. Februar 2017 | Trnava   | ITF $15.000 | Hartplatz (Halle) | Michaela Hončová | 6:2, 6:72, 7:64 |

### Doppel
| Nr. | Datum        | Turnier | Kategorie   | Belag | Partnerin          | Finalgegnerinnen                     | Ergebnis |
| --- | ------------ | ------- | ----------- | ----- | ------------------ | ------------------------------------ | -------- |
| 1.  | 11. Mai 2014 | Bol     | ITF $10.000 | Sand  | Patricia Maria Țig | Irina Maria Bara Raluca Elena Platon | kampflos |